# امیلی (مینه‌سوتا)
امیلی، مینه‌سوتا (به انگلیسی: Emily, Minnesota) یک شهر در ایالات متحده آمریکا است که در شهرستان کرو وینگ، مینه‌سوتا واقع شده‌است.

## خصوصیات
امیلی ۹۳٫۴۵ کیلومترمربع مساحت و ۸۱۳ نفر جمعیت دارد و ۳۹۴ متر بالاتر از سطح دریا واقع شده‌است.